# 张南 (东汉)
张南（？—？），东汉末期袁绍军将领，后归降曹操。

## 生平
张南在袁紹死後和焦触一同叛變攻击袁尚和袁熙并迫使其投奔辽西乌桓，后随焦触投降曹操。

## 艺术形象
《三国演义》描述赤壁之战前夕，曹孙水军先锋曾发动过试探性的进攻，结果韩当一枪刺死焦触，周泰砍张南于水中。